# Conse Andechaga
Conse Andechaga   (Barcelona, 1994), més conegut amb el nom artístic Conse, és un artista plàstic multidisciplinari i autodidacta d'origen català. Va iniciar la carrera d'artista urbà el 2007, desenvolupant la seva obra a la via pública, al voltant del barri del Born i en tot el districte de Ciutat Vella, especialitzant-se així en l'art del muralisme.
Ha portat la seva obra per tot el món en països com els Estats Units, França, Itàlia, Països Baixos, Alemanya... Intervenint-hi espais de grans dimensions, compaginant així, aquest art amb la seva obra d'estudi.

## Obra i actualitat
La seva obra pictòrica gira entorn la figura humana, jugant amb l'hiperrealisme, l'impressionisme i l'abstracció, en un intent per trobar un llenguatge propi. Experimentant amb tècniques com carbonet, acrílic i esprai entre d'altres.
L'obra de Conse destaca no només per les seves dimensions, el seu contingut visual i tècnic. Sovint podem trobar la seva obra lligada a reivindicacions socials i culturals, encapçalant el contingut de les seves intervencions com en el mural homenatge a Makha diop (1958-2020)
On l'artista català reivindica la figura de Makha artista d'origen senegalès, la pluralitat social i cultural de la seva ciutat natal. Conse denuncia les mancances i dificultats per part de l'ajuntament de Barcelona a l'hora d'afrontar aquest projecte, en el programa de ràdio "Herència Africana" i en una conferència en la facultat de filosofia de la Universitat de Barcelona, subjecte que va donar suport aquesta reivindicació. Aquest projecte es va convertir en el primer homenatge públic oficial a una persona racialitzada en la ciutat de Barcelona. "Carrer de les Ramelleres - 20 08001 El Raval Barcelona"
El març de 2022 va dur a terme un mural antiracista que reivindicava la comunitat Amazigh més concretament la figura de la d'ona dins d'aquesta comunitat nomada, la intervenció es va realitzar basant-se en uns estudis sobre els tèxtils del nord d'Àfrica

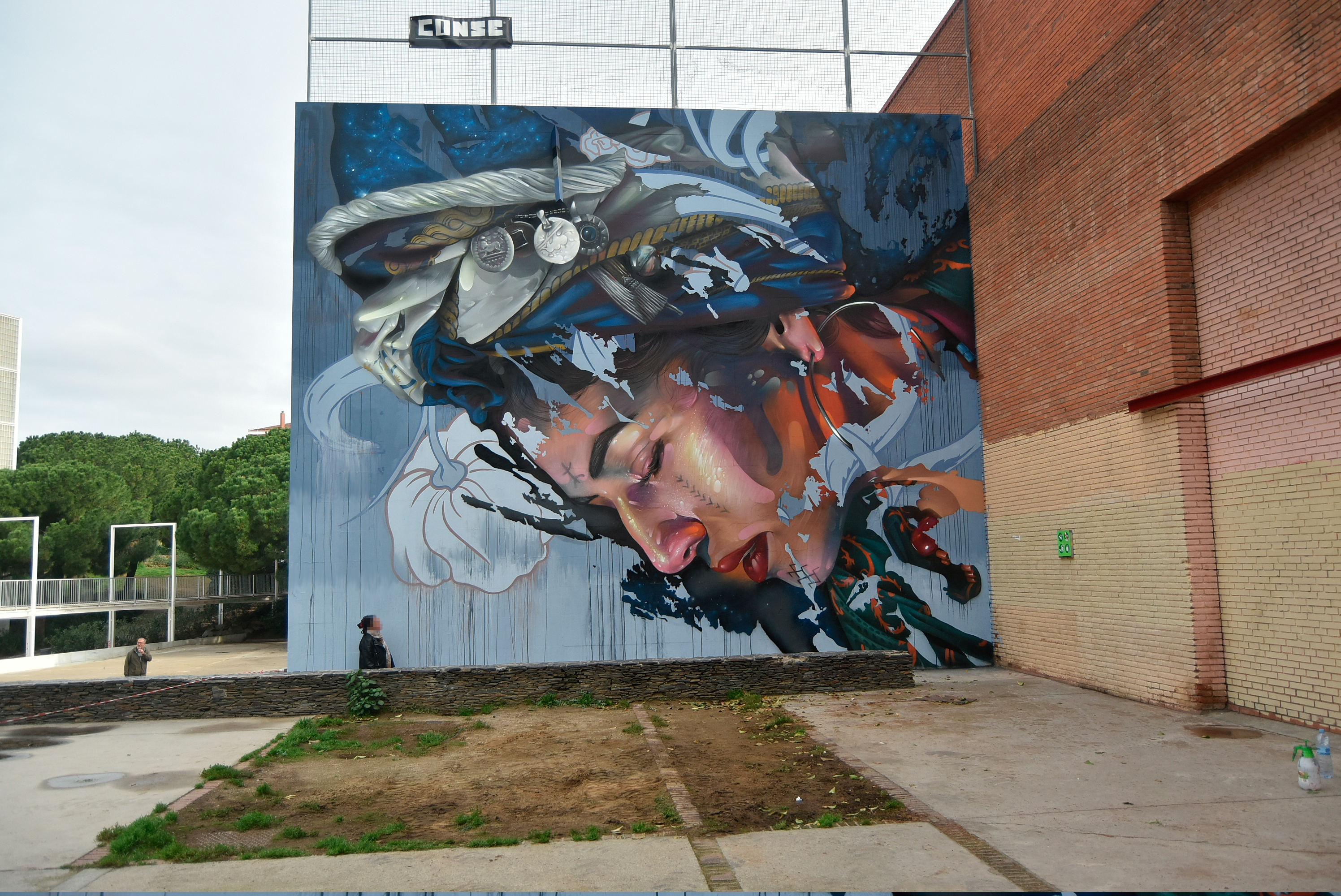
Mural d'homenatge als amazics.

Aquest projecte està vinculat al mur censurat per part de l'Ajuntament de Sant feliu on l'artista va tractar de fer un homenatge a Fàtima al-Fihri
Un dels últims projectes del qual es té constància, és el de restituir la memòria d'Helios Gómez: l'abril de 2022 Conse va realitzar un mural en Berlin "SRH Berlin University" ciutat en la qual Helios va viure acompanyat d'Irina, la seva parella en aquell moment, l'obra reivindica l'artista, els seus orígens gitanos Calo / Roma / Sinti i el seu recull d'il·lustracions (litografiàs) " Dias de Ira" en el peu del mural de Conse trobem un escrit que es troba a la primera pàgina de l'esmentat llibre. Conse reivindica també sumant-se a la família de l'artista d'origen Sevilla per restaurar la Capella gitana de la presó La model la qual va ser repintada incomplint així la llei de patrimoni per part de l'Ajuntament de Barcelona.
El 4 de juny de 2021 va tenir lloc la seva primera exposició en solitari Innercity, en les galeries Villa del arte Galleries espai contigu a la Catedral de Barcelona on es van poder veure un recull d'11 obres de gran format realitzades entre el 2019 i el 2021, l'exposició va finalitzar oficialment el 15 jul. de 2021.